# Eduard Sonne
Eduard Heinrich Christian Sonne (geboren 13. September 1828 in Ilfeld; gestorben 25. Februar 1917 in Darmstadt) war ein deutscher Bauingenieur und Hochschullehrer.

## Leben
Eduard Sonne wurde 1828 als Sohn des Direktors des Pädagogikums in der Kleinstadt Ilfeld im Harz geboren. Er besuchte vier Jahre die Polytechnische Schule Hannover und legte das erste Staatsexamen im Eisenbahnbaufach ab. Anschließend studierte er zwei Semester bei Carl Friedrich Gauß an der Georg-August-Universität Göttingen.

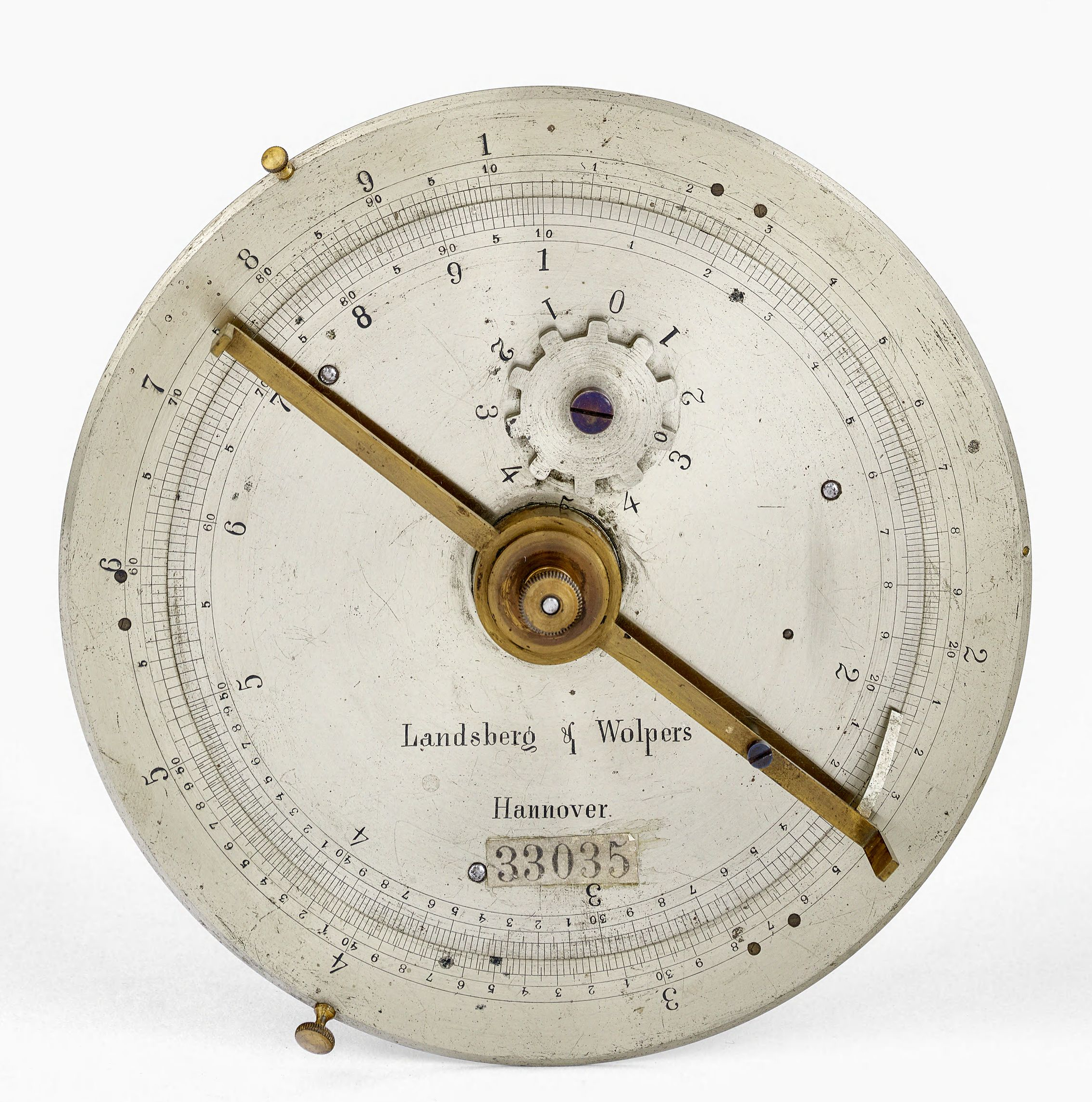
Um 1860 nach Sonnes Idee von Landsberg & Wolpers in Hannover konstruierte Logarithmische Rechenscheibe;
Deutsches Museum, München

Ab 1855 war Sonne im staatlichen Eisenbahndienst des Königreichs Hannover beschäftigt. 1866 wurde er auf den Lehrstuhl für Ingenieurwissenschaften der Polytechnischen Schule Stuttgart berufen. Anfang 1872 übernahm er eine ordentliche Professur für Ingenieurwissenschaften an der Polytechnischen Schule Darmstadt (ab 1877 Technische Hochschule Darmstadt). Hier lehrte er über 20 Jahre lang insbesondere auf den Gebieten des Straßen- und des Eisenbahnbaus. 
Eduard Sonne gilt als einer der Begründer der Handbuchs der Ingenieurwissenschaften, das er zusammen mit einigen Kollegen ab 1880 in fünf Teilen herausgab. Den Mitherausgeber Ludwig Franzius kannte er aus seiner Zeit in Hannover. Dieses Handbuch galt lange Zeit als Grundlagenwerk in den Ingenieurwissenschaften und ist in mehreren Auflagen erschienen. 
Sonne engagierte sich auch intensiv in der akademischen Verwaltung. Von 1872 bis 1875 war er Rektor der Großherzoglichen Polytechnischen Schule Darmstadt. Ab Sommer 1872 setzte er sich für die Einrichtung einer Allgemeinen Bibliothek in den Räumen der Technischen Hochschule sowie für die Schaffung eines ersten Lesezimmers ein. Von 1877 bis 1878 war er stellvertretender Dekan der Ingenieurschule der Technischen Hochschule Darmstadt. Von 1881 bis 1882 war er nochmals Rektor, danach weitere drei Jahre Dekan der Ingenieurschule.
Im August 1895 wurde Sonne auf eigenen Antrag emeritiert. Er war jedoch weiterhin Mitglied des Großen Senats der Hochschule und behielt das Recht, Vorlesungen zu halten. 1897 wurde er Präsident der Zentralstelle für die Gewerbe in Darmstadt.
Eduard Sonne starb im Februar 1917 im Alter von 89 Jahren in Darmstadt. Er war mit Mathilde geb. Lüpcke verheiratet.

## Ehrungen
- 1896: Ernennung zum Geheimen Baurat
- 1909: Ehrendoktorwürde der Technischen Hochschule Darmstadt (als Dr.-Ing. E. h.)

## Schriften
- Über einheitliches deutsches Maß. Vorschläge zu zeitgemäßen und den deutschen Verhältnissen entsprechenden Abänderungen des metrischen Maßsystems. Hannover 1865.
- Skizzenbuch des Mittelrheinischen Architecten- und Ingenieur-Vereins 1875. Zur Erinnerung an die 2. Hauptversammlung des Vereins zu Darmstadt, am 19. Juni 1875. Darmstadt 1875. (Digitalisat)
- Zur Frage der Wassergewinnung für die Stadt Darmstadt und für Orte mit verwandten Bodenverhältnissen. Darmstadt 1879.
- Der Wasserbau. Leipzig 1879. (gemeinsam mit Ludwig Franzius)
- Handbuch der Ingenieurwissenschaften. Leipzig 1880 ff. (in fünf Teilen, gemeinsam mit Ludwig Franzius, P. Gerhardt, Johann Friedrich Bubendey und R. Jasmund)
- Elemente des Wasserbaues, für Studierende höherer Lehranstalten und jüngere Techniker. Leipzig 1904. (gemeinsam mit Karl Esselborn)
- Erinnerungen aus meiner Jugendzeit. Darmstadt 1909.
- Entstehen und Ausbildung des Handbuchs der Ingenieur-Wissenschaften. Leipzig 1913.